# Алберт (Шварцбург-Рудолщат)
Алберт фон Шварцбург-Рудолщат (на немски: Albert von Schwarzburg-Rudolstadt; * 30 април 1798, Рудолщат; † 26 ноември 1869, Рудолщат) от фамилията Шварцбург, е княз на Шварцбург-Рудолщат (1867 – 1869).

## Биография
Той е вторият син на княз Лудвиг Фридрих II фон Шварцбург-Рудолщат (1767 – 1807) и съпругата му Каролина фон Хесен-Хомбург (1771 – 1854), дъщеря на ландграф Фридрих V Лудвиг фон Хесен-Хомбург и принцеса Каролина фон Хесен-Дармщат. Брат е на Фридрих Гюнтер (1793 – 1867), княз на Шварцбург-Рудолщат.
Баща му умира на 39 години на 28 април 1807 г. Според завещанието му съпругата му Каролина е регентка до пълнолетието на синът им наследствения принц Фридрих Гюнтер до 1814 г. През 1810 г. Алберт/Албрехт е изпратен с брат му Фридрих Гюнтер една година да учи в Женева.
Принц Алберт участва през 1814/1815 г. в Освободителните войни против Наполеон и отива до Париж. Получава „Железния кръст II. класа“. През 1814 г. е лейтенант в пруската войска. Той служи при чичо си генерал-лейтенант Лудвиг фон Хесен-Хомбург. Той често е в пруския двор и там се запознава с бъдещата си съпруга Августа, дъщеря на принц Фридрих Вилхелм фон Золмс-Браунфелс и племенница на пруския крал Фридрих Вилхелм III. Те се женят на 27 юли 1827 г. в дворец Шьонхаузен. Алберт поема управлението на княжеството на 28 юни 1867 г. след смъртта на брат му Фридрих Гюнтер. На 23 октомври 1869 г. князът закрива народното събрание.
Алберт е пруски генерал на кавалерията и от 22 март 1869 г. е командир на вестфалския драгонски регимент Нр. 7 на генерал-фелдмаршал принц Леополд Баварски.
Княз Алберт умира на 26 ноември 1869 г. на 71 години в Рудолщат.

## Фамилия
Алберт фон Шварцбург-Рудолщат се жени 1827 г. за принцеса Августа Луиза Тереза Матилда фон Золмс-Браунфелс (1(25 юли 1804 – 8 октомври 1865), дъщеря на генерал принц Фридрих Вилхелм фон Золмс-Браунфелс (1770 – 1814) и херцогиня Фридерика фон Мекленбург-Щрелиц (1778 – 1841). Те имат децата:
- Карл (*/† 1828)
- дете (*/† 1829)
- дете (*/† 1831)
- Елизабет фон Шварцбург-Рудолщат (* 1 октомври 1833, Рудолщат; † 27 ноември 1896, Детмолд), омъжена на 17 април 1852 г. в Рудолщат за княз Леополд III фон Липе (1821 – 1875), бездетна
- Георг Алберт (1838 – 1890), 9. княз на Шварцбург-Рудолщат, неженен
- Ернст Хайнрих (*/† 1848)